# Familia Simpson (sezonul 1)
Primul sezon al serialului de televiziune american Familia Simpsons a fost difuzat inițial în rețeaua Fox între 17 decembrie 1989 și 13 mai 1990, primul episod al serialului fiind „Simpsons Roasting on an Open Fire”. Producătorii executivi ai primului sezon au fost Matt Groening, James L. Brooks și Sam Simon⁠(d).
Serialul urma să debuteze inițial în toamna anului 1989 cu episodul „Some Enchanted Evening⁠(d)“, în care urmau să fie prezentate personajele principale, însă producătorii au descoperită că animația era atât de proastă încât 70% din episod trebuia refăcut.
Producătorii luau în considerare să anuleze serialul dacă următorul episod („Bart the Genius”) era la fel de prost. Aceștia au convins Fox să schimbe data debutului pe 17 decembrie și au decis că „Simpsons Roasting on an Open Fire” va fi primul episod al serialului. Primul sezon a câștigat un premiu Emmy și a obținut alte patru nominalizări. Setul DVD a fost lansat pe 25 septembrie 2001 în Regiunea 1 și 24 septembrie 2001 atât în Regiunea 2, cât și în Regiunea 4.
Având în total 13 episoade, acesta este cel mai scurt sezon al serialului până în prezent.

## Distribuție

### Personaje principale
- Dan Castellaneta - Homer Simpson, Barney Gumble⁠, alte personaje
  - Abraham Simpson în „Simpsons Roasting on an Open Fire”, „Bart the General⁠” și „The Telltale Head⁠”
  - Krusty The Clown⁠(d)⁠ în „The Telltale Head” și „Krusty Gets Busted⁠”
- Julie Kavner⁠ - Marge Simpson, alte personaje
  - Patty și Selma⁠(d)⁠ în „Simpsons Roasting on an Open Fire”, „Life on the Fast Lane⁠”
- Nancy Cartwright - Bart Simpson, Lewis, alte personaje
  - Nelson Muntz⁠ în „Bart The General”
  - Ralph Wiggum⁠(d)⁠ în „Simpsons Roasting on a Open Fire”
- Yeardley Smith⁠ - Lisa Simpson, alte personaje
- Harry Shearer⁠ - alte personaje
  - Penny Marshall a interpretat personajul Dna. Botz în episodul „Some Enchanted Evening⁠(d)”.Waylon Smithers⁠(d)⁠ în „Simpsons Roasting on an Open Fire”, „Homer's Odyssey⁠”, „There’s No Disgrace Like Home⁠”, „The Telltale Head” și „Homer's Night Out”

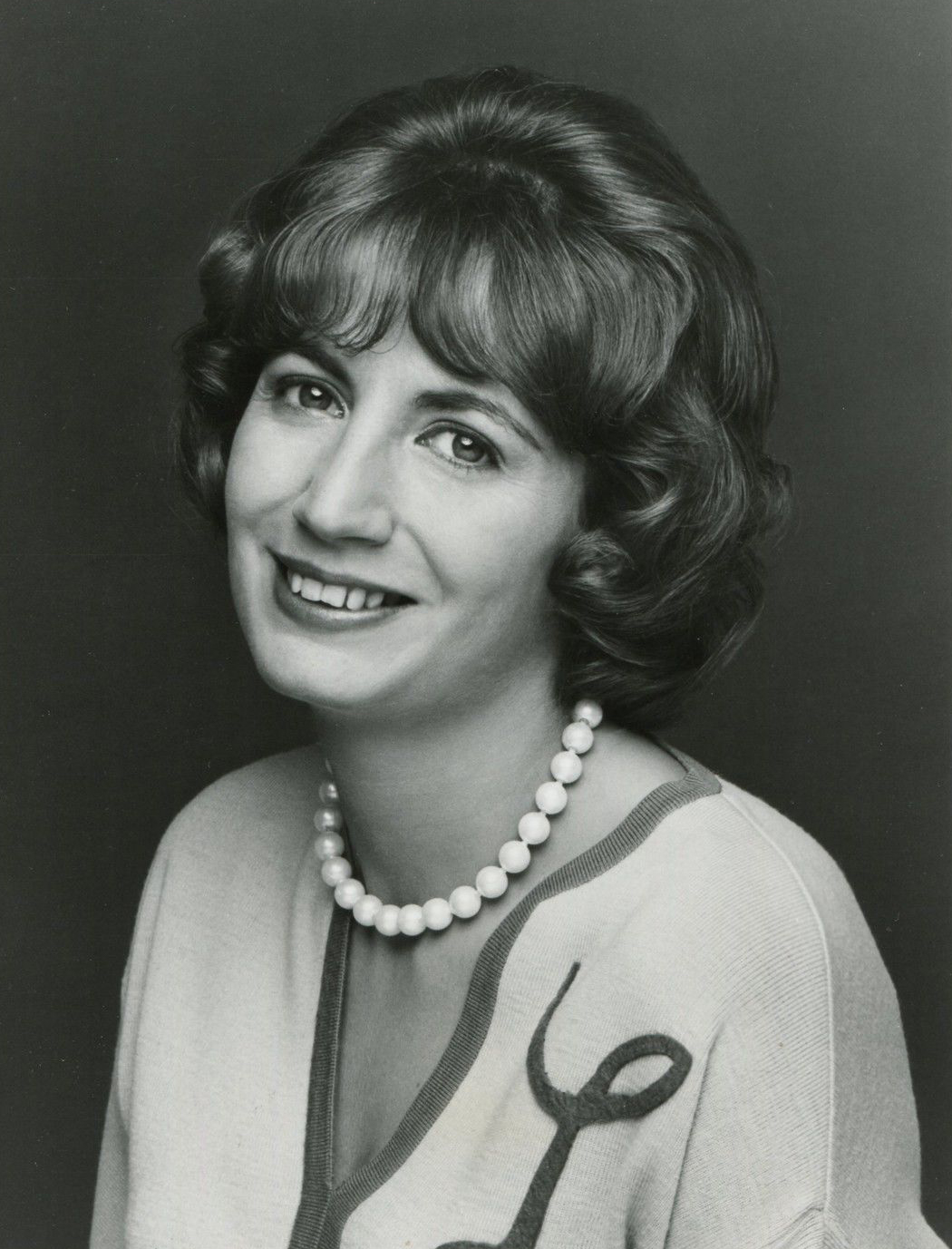
Penny Marshall a interpretat personajul Dna. Botz în episodul „”.

  - Seymour Skinner⁠ în „Simpsons Roasting on a Open Fire”, „Bart the Genius”, „The Telltale Head” și „The Crepes of Wrath⁠”
  - Timothy Lovejoy⁠(d)⁠ în „The Telltale Head”, „Homer's Night Out”, „Krusty Gets Busted”
  - Montgomery Burns în „There’s No Disgrace Like Home” și „Homer's Night Out⁠”
    - Vocea lui Montgomery Burns a fost realizată de Christopher Collins⁠(d)⁠ în toate celelalte episoade („Simpsons Roasting on an Open Fire”, „Homer's Odyssey” și „The Telltale Head”)

  - Lenny Leonard⁠(d)⁠ în „Life on the Fast Lane”, „Homer's Night Out” și „The Crepes of Wrath”
  - Ned Flanders⁠(d)⁠ în „Simpsons Roasting on an Open Fire” și „The Call of the Simpsons⁠”
  - Kent Brockman⁠(d) în „Krusty Gets Busted”

### Personaje secundare
- Hank Azaria - Clancy Wiggum⁠(d)⁠, Moe Szyslak⁠(d)⁠, Carl Carlson⁠(d)⁠ și Apu⁠
- Pamela Hayden⁠ - Milhouse Van Houten⁠⁠(d)
- Tress MacNeille⁠ - Jimbo Jones și Agnes Skinner
- Russi Taylor - Martin Prince și Sherri și Terri
- Marcia Wallace⁠ - Edna Krabappel⁠(d)⁠
- Jo Ann Harris⁠ - personaje minore
- Maggie Roswell⁠ - Helen Lovejoy și Prințesa Kashmir
- Sam McMurray⁠ - personaje minore
- Christopher Collins - Montgomery Burns (episoadele 1, 4 și 8), Moe Szyslak (episodul 13) și prezentator TV
- Albert Brooks - Cowboy Bob și Jacques

### Invitați
- Ron Taylor⁠(d) - Bleeding Gums Murphy  („Moaning Lisa⁠(d)”)
- Susan Blu⁠(d) - Howie și Boy #2

(„Moaning Lisa”)
- Miriam Flynn⁠(d) - domnișoara Barr („Moaning Lisa”)
- Christian Coffinet - ofițer jandarm

(„The Crepes of Wrath⁠(d)”)
- Kelsey Grammer - Sideshow Bob⁠(d) („Krusty Gets Busted”)
- Penny Marshall - doamna Botz

(„Some Enchanted Evening⁠(d)”)
- June Foray⁠(d) - recepționista

(„Some Enchanted Evening”)
- Paul Willson⁠(d) - florar

(„Some Enchanted Evening”)

## Recepție
Primul sezon al Familiei Simpson a fost primul serial de televiziune al rețelei Fox clasat în lista celor mai bine cotate seriale în materie de audiență. A câștigat un premiu Emmy și a obținut alte patru nominalizări. Deși numai un episod din fiecare serial de televiziune poate fi nominalizat la o categorie, „Simpsons Roasting on an Open Fire” și „Life on the Fast Lane” au fost ambele nominalizate la categoria „cea mai bună emisiune animată”, episodul din urmă fiind câștigătorul. De asemenea, „Simpsons Roasting on an Open Fire” a fost nominalizat pentru „cel mai bun montaj dintr-o miniserie sau episod special”, în timp ce „The Call of the Simpsons” a fost nominalizat pentru „cel mai bun sonor într-un serial de comedie sau episod special”. Melodia principală, compusă de Danny Elfman, a fost nominalizată pentru „cea mai bună coloană sonoră”.
Primul sezon a primit recenzii pozitive. Pe Rotten Tomatoes, sezonul are un rating de aprobare de 100% bazat pe 18 recenzii critice cu o evaluare medie de 8,5/10. Conform recenziei consensuale a siteului, „primul sezon al serialului Familia Simpson se dovedește a fi o introducere captivantă a primei familii animate din America, având o serie de episoade amuzante care au pus bazele unui serial revoluționar”. Pe Metacritic, sezonul a obținut un scor de 80/100 în baza a șase critici. Serialul a fost controversat încă de la început, deoarece personajul Bart nu era pedepsit pentru comportamentul său nepotrivit, iar unii părinți au considerat că este un exemplu⁠(d) negativ pentru copii. Mai multe școli publice din Statele Unite au interzis produsele și tricourile cu Familia Simpson. În ciuda acestor fapte, produsele comercializate au generat venituri de 2 miliarde de dolari în primele 14 luni de vânzări.
La cea de-a VI-a ediție anuală a Premiilor Television Critics Association, primul sezon al serialului a câștigat categoria „Outstanding Achievement in Comedy”, învingând Designing Women, Murphy Brown, Newhart și The Wonder Years. De asemenea, a fost nominalizat la categoria „Program of the Year”, dar a pierdut în fața serialului Twin Peaks.

## Episoade
| Nr. | Episodul | Titlu                               | Regizor                            | Scenarist                                              | Data difuzării    | Cod de producție | Audiență SUA (milioane) |
| --- | -------- | ----------------------------------- | ---------------------------------- | ------------------------------------------------------ | ----------------- | ---------------- | ----------------------- |
| 1 | 1        | „Simpsons Roasting on an Open Fire” | David Silverman                    | Mimi Pond                                              | 17 decembrie 1989 | 7G08             | 26.7                    |
| În timp ce Simpsonii fac cumpărături pentru Crăciun, Bart se furișează și își face un tatuaj. După ce descoperă acest lucru, Marge își folosește toate economiile salvate pentru sărbători pentru a-l îndepărta. Între timp, Homer descoperă că nu va primi un bonus de Crăciun de la Dl. Burns, iar familia sa nu are bani să cumpere cadouri. Acesta decide să nu le dezvăluie celorlalți dificultățile financiare și se angajează pe post de Moș Crăciun la un magazin, însă mai târziu descoperă că locul de muncă este slab remunerat. În încercarea de a obține mai mulți bani, Homer și Bart merg la cursele de câini în Ajunul Crăciunului. Acesta își pariază toate veniturile pe un câine denumit Santa's Little Helper și pierde. În același timp, enervat de faptul că câinele său a pierdut curs, stăpânul său îl alungă. Homer îi permite lui Bart să-l păstreze. Mai târziu, încearcă să le spună celorlalți cele întâmplate, dar aceștia îl ignoră și îl întâmpină cu bucurie pe noul membru al familiei Simpson. |          |                                     |                                    |                                                        |                   |                  |                         |
| 2 | 2        | „Bart the Genius”                   | David Silverman                    | Jon Vitti                                              | 14 ianuarie 1990  | 7G02             | 24.5                    |
| După un test de inteligență dificil, Bart își înlocuiește pe furiș rezultatele cu cele ale lui Martin Prince, cel mai deștept elev din clasa sa. Impresionat de rezultatele sale, psihiatrul școlii este convins că este un geniu și îl trimite la o școală dedicată copiilor supradotați. Homer începe să-l trateze cu respect pe Bart, însă acesta se simte un paria printre noii săi colegi și este ignorat de prietenii săi. Mărturisește că a copiat rezultatele și este trimis înapoi la școala primară din Springfield. Note: Prima apariție a personajelor Edna Krabappel, Martin Prince și Richard. |          |                                     |                                    |                                                        |                   |                  |                         |
| 3 | 3        | „Homer's Odyssey⁠(d)”                | Wes Archer                         | Jay Kogen & Wallace Wolodarsky                         | 21 ianuarie 1990  | 7G03             | 27.5                    |
| În timp ce clasa lui Bart vizitează centrala nucleară din Springfield, Homer este concediat după ce distruge din greșeală o țeavă radioactivă. Deprimat și fără un loc de muncă, acesta decide să-și pună capăt zilelor sărind de pe un pod. Familia sa îi descoperă planul și încearcă să-l oprească. Odată ajunși pe pod, Homer îi salvează în ultimul moment din fața unei mașini și realizează că are un nou scop în viață: să făcă din Springfield un loc mai sigur. În cele din urmă, ajunge să organizeze proteste în fața centralei nucleare. Pentru a pune capăt protestelor, Dl. Burns îi oferă un nou loc de muncă cu un salariu sporit, iar Homer acceptă. Note: Prima apariție a personajelor Waylon Smithers, Otto Mann, Chief Wiggum, Jasper Beardley, Sam & Larry, Mr. & Mrs. Winfield, Sherri și Terri. |          |                                     |                                    |                                                        |                   |                  |                         |
| 4 | 4        | „There's No Disgrace Like Home⁠(d)”  | Gregg Vanzo & Kent Butterworth     | Al Jean & Mike Reiss                                   | 28 ianuarie 1990  | 7G04             | 20.2                    |
| Homer și familia sa participă la picnicul companiei organizat la conacul domnului Burns. După ce Marge, Bart și Lisa îl pun pe Homer într-o situație penibilă, acesta observă că Dl. Burns pare să privească cu ochi buni familiile care se iubesc și se respectă. Convins că toți membrii familiei sale sunt jalnici, Homer îi duce la cabinetul de terapie familială a doctorului Marvin Monroe. Când metodele standard nu reușesc să-i „civilizeze”, Monroe folosește terapia cu șocuri electrice. Când realizează că aceștia nu pot fi vindecați, doctorul le restituie bani și îi dă afară din cabinet. |          |                                     |                                    |                                                        |                   |                  |                         |
| 5 | 5        | „Bart the General⁠(d)”               | David Silverman                    | John Swartzwelder                                      | 4 februarie 1990  | 7G05             | 27.1                    |
| Bart îl lovește pe Nelson Muntz, bătăușul școlii, iar acesta începe să-l agreseze în fiecare zi după cursuri. Homer îi sugerează să riposteze, însă strategia sa nu functionează. În încercarea de a găsi o soluție, Bart își vizitează bunicul pentru a-i cere sfaturi. Bunicul îi face cunoștință cu Herman, care îi sugerează să adune toții elevii din școală și să-i declare război lui Nelson. Bart și armata sa îl atacă pe Nelson, reușind în cele din urmă să-l convingă să nu-i mai agreseze. |          |                                     |                                    |                                                        |                   |                  |                         |
| 6 | 6        | „Moaning Lisa⁠(d)”                   | Wes Archer                         | Al Jean & Mike Reiss                                   | 11 februarie 1990 | 7G06             | 27.4                    |
| Lisa este deprimată, iar starea sa îi afectează rezultatele școlare. Într-o noapte, aceasta aude muzica jazz în depărtare și se strecoară afară din camera sa pentru a-l descoperi pe cântăreț. Lisa îl întâlnește pe muzicianul Bleeding Gums Murphy, iar acesta o învață cum să-și exprime sentimentele cu ajutorul saxofonului. După ce o lasă în fața școlii a doua zi, Marge îi sugerează Lisei să zâmbească indiferent de starea sa de spirit. Totuși, când observă că profesorul de muzică îi inhibă creativitatea, acesta îi spune să-și urmeze pasiunea. Întreaga familie participă la concertul susținut de Murphy în clubul de jazz local. |          |                                     |                                    |                                                        |                   |                  |                         |
| 7 | 7        | „The Call of the Simpsons⁠(d)”       | Wes Archer                         | John Swartzwelder                                      | 18 februarie 1990 | 7G09             | 27.6                    |
| Invidios pe noua rulotă a vecinului său Ned Flanders, Homer merge la magazinul auto „Bob’s RV Round-up” pentru a-și cumpăra una. După ce acceptă oferta vânzătorului, Homer achiziționează o rulotă distrusă și pleacă în camping alături de familia sa. Rulota se prăbușește într-o ravină, iar Homer și Bart încearcă să găsească un drum spre civilizație, însă fără prea mult noroc. Mai târziu, Homer este confundat cu Bigfoot și capturat. Marge, Bart și Lisa sunt salvați din sălbăticie, iar Homer este eliberat, deși oamenii de știință nu pot determina cu certitudine cărei specii îi aparține. |          |                                     |                                    |                                                        |                   |                  |                         |
| 8 | 8        | „The Telltale Head⁠(d)”              | Rich Moore                         | Al Jean, Mike Reiss, Sam Simon & Matt Groening         | 25 februarie 1990 | 7G07             | 28.0                    |
| Bart se împrietenește cu Jimbo, Dolph și Kearney, un grup de bătăuși. În încercarea de a-i impresiona, Bart decide să taie și să fure capul statuii lui Jebediah Springfield. A doua zi, toți locuitorii orașului sunt întristați de vandalizarea statuii, inclusiv noii săi prieteni. Bart are remușcări și își mărturisește faptele familiei sale. După ce reușesc să scape de mulțimea furioasă, Homer și Bart duc capul înapoi la statuie. Note: Prima apariție a personajelor Krusty, Jimbo, Dolph, Kearney, Sideshow Bob, Apu Nahasapeemapetilon și Reverend Lovejoy. |          |                                     |                                    |                                                        |                   |                  |                         |
| 9 | 9        | „Life on the Fast Lane⁠(d)”          | David Silverman                    | John Swartzwelder                                      | 18 martie 1990    | 7G11             | 33.5                    |
| După ce uită de ziua de naștere a soției sale, Homer pleacă în fugă la mallul din Springfield și îi cumpără o minge de bowling. Marge este deranjată de cadoul primit și intenționează să învețe să joace bowling pentru a nu-i permite lui Homer să folosească mingea. La sala de bowling, Marge îl întâlnește pe Jacques, un fermecător instructor de bowling francez. Jacques se îndrăgostește de Marge și o invită în apartamentul său. Deși acceptă invitația, Marge decide în ultimul moment să îl viziteze pe Homer la centrala nucleară. Note: Prima apariție a personajelor Lenny Leonard, Charlie and Helen Lovejoy. |          |                                     |                                    |                                                        |                   |                  |                         |
| 10 | 10       | „Homer's Night Out⁠(d)”              | Rich Moore                         | Jon Vitti                                              | 25 martie 1990    | 7G10             | 30.3                    |
| Bart cumpără o mini cameră de supraveghere și reușește să-i facă o poză lui Homer în timp ce dansează lângă stripteuză pe nume Prințesa Kashmir la petrecerea unui coleg de muncă organizată la clubul de striptease. Bart le oferă copii prietenilor săi și în cele din urmă imaginea ajunge la Marge. Aceasta îl alungă din casă pe Homer, însă a doua zi îi explică că este mai degrabă deranjată de faptul că Bart l-a văzut decât că a dansat alături de o altă femeie. Marge îi cere să îi ceară scuze Prințesei Kashmir de față cu Bart, iar Homer este de acord. Note: Prima apariție a personajelor Carl Carlson și Princess Kashmir. |          |                                     |                                    |                                                        |                   |                  |                         |
| 11 | 11       | „The Crepes of Wrath⁠(d)”            | Wes Archer & Milton Gray           | George Meyer, Sam Simon, John Swartzwelder & Jon Vitti | 15 aprilie 1990   | 7G13             | 31.2                    |
| Dezgustat de nenumăratele farse puse le cale de Bart, directorul Skinner propune ca acesta să fie trimis în Franța ca parte a unui program de mobilitate dedicat elevilor. Familia este de acord și Bart este trimis la „frumosul” Château Maison, care se dovedește a fi o fermă dărăpănată aflată pe o podgorie neglijată. Bart devine sclavul a doi vinificatori lipsiți de scrupule pe nume César și Ugolin; aceștia îl hrănesc cu vin contaminat cu antigel. Între timp, un băiat albanez pe nume Adil trăiește împreună cu familia Simpson. Fără ca aceștia să știe, Adil este un spion trimis de țara sa pentru a obține schițele centralei nucleare. În Franța , Bart învață limba franceză și raportează poliției crimele vinificatorilor. Adil este prins de FBI în timp ce trimite informații secrete prin fax celor din țara sa și deportat. Note: Prima apariție a personajului Agnes Skinner. |          |                                     |                                    |                                                        |                   |                  |                         |
| 12 | 12       | „Krusty Gets Busted⁠(d)”             | Brad Bird                          | Jay Kogen & Wallace Wolodarsky                         | 29 aprilie 1990   | 7G12             | 30.4                    |
| În timp ce cumpără înghețată de la Kwik-E-Mart⁠(d), Homer este martor la un jaf comis de un bărbat care seamănă cu Krusty the Clown, gazda The Krusty the Clown Show, emisiunea preferată al lui Bart. Krusty este trimis la închisoare, iar spectacolul său este preluat de asistentul său Sideshow Bob. Bart este sigur că Krusty este nevinovat, strânge dovezi pentru a-și susține punctul de vedere și i le prezintă lui Sideshow Bob, cel mai bun prieten al lui Krusty. Bart realizează că Sideshow Bob a comis jaful și condamnat la închisoare, iar Krusty îi mulțumește acestuia pentru investigația sa. Note: Prima apariție a personajului Kent Brockman. |          |                                     |                                    |                                                        |                   |                  |                         |
| 13 | 13       | „Some Enchanted Evening⁠(d)”         | David Silverman & Kent Butterworth | Matt Groening & Sam Simon                              | 13 mai 1990       | 7G01             | 27.1                    |
| Marge nu se simte apreciată de Homer și sună la emisiunea radio a doctorului Monroe. Homer ascultă emisiunea la serviciu și decide să o invite la cină într-un restaurant elegant. Aceștia o angajează pe dădaca Botz să aibă grijă de copii, Bart și Lisa descoperind ulterior că este o infractoare periculoasă numită „The Babysitter Bandit”. Sunt capturați de Botz și imobilizați, însă sunt eliberați de Maggie. Cei doi reușesc să captureze dădaca și cheamă poliția. Între timp, Marge și Homer se întorc acasă și descoperă pe doamna Botz legată. Homer, neștiind adevărata sa identitate, o eliberează, iar doamna Botz pleacă în grabă cu doar câteva clipe înainte de sosirea poliției. |          |                                     |                                    |                                                        |                   |                  |                         |